# Фукуокский метрополитен
Фукуокский метрополитен (яп. 福岡市地下鉄 Фукуока-си Тикатэцу, «подземка Фукуоки») — одна из систем общественного транспорта города Фукуока, расположенного на острове Кюсю на юге Японии.
После сворачивания трамвайной сети в конце 70-х годов XX века наметилась необходимость строительства новой сети общественного транспорта. Решение о строительстве метрополитена было принято в 1973 году и началось в 1975. Первая и вторая линия делят между собой участок длиной 8,5 км, в то время как общая протяжённость сети — 29,8 км с 34 станциями. Первая линия за конечной станцией «Мэинохама» на западе имеет продолжение в сети японских железных дорог на участке Тикухи длиной 44 км.
Поезда курсируют под землёй до конечных станций «Мэинохама» и «Каидзука», после чего оборачиваются на другой путь. Метро открыто с 5:30 до 23:30, поезда прибывают на станции с интервалом от 4 до 9 минут (в часы пик интервал составляет 3-4 минуты).
Все линии метрополитена полностью автоматизированы, на всех станциях установлены автоматические платформенные ворота.

## Линии
| Цвет | Номер   | Название  | Маршрут                                                                | Длина   | Ширина колеи |
| ---- | ------- | --------- | ---------------------------------------------------------------------- | ------- | ------------ |
|      | Линия 1 | Куко      | Мэинохама — Тэндзин — Накасу Кавабата — Хаката — Фукуокакуко(Аэропорт) | 13,1 км | 1067 мм      |
|      | Линия 2 | Хакодзаки | Накасу Кавабата — Каидзука                                             | 4,7 км  | 1067 мм      |
|      | Линия 3 | Нанакума  | Хасимото — Фукудаимаэ — Якуин — Тэндзин-Минами                         | 12,0 км | 1435 мм      |

### Линия Куко (空港線) (первая)
Линия Куко, длиной 5,8 км была открыта в 1981 году. Последнее продление — к аэропорту — было осуществлено в 1993. На сегодня линия имеет протяжённость 13,1 км и включает 13 станций; конечные остановки — станция «Мэинохама» и «Аэропорт».

### Линия Хакодзаки (箱崎線) (вторая)
Линия Хакодзаки была открыта в 1982 году. К 1986 она достигла своей текущей протяжённости в 4,7 км. Западная конечная станция «Накасу-Кавабата» имеет сопряжение с линией Куко и в часы пик поезда продолжают своё движение по линии Куко до станции «Мэинохама». Восточная конечная станция — «Каидзука». Она соединена с линией Миядзидакэ частной сети Ниситэцу.

### Линия Нанакума (七隈線) (третья)
Линия Нанакума была открыта в 2005 году. Полностью подземная, её длина составляет 14 км; она включает в себя 17 станций. Маршрут пролегает от станции «Хаката» до станции «Хасимото» на юго-западе. Она соединена с частной сетью Ниситэцу. Станция «Тэндзин-Минами» находится приблизительно в 500 метрах от ближайшей станции линии Куко. В 2023 году Линия Нанакума была продлена до станции «Хаката». На короткой продлённой линии будет открыта новая станция «Святилище-Кусида» в честь близлежащего синтоистского святилища «Кусида-Дзиндзя». Открытие линии состоялось 27 марта 2023 года.